# Medalla de la Menció Encomiable
La Medalla de la Menció Encomiable (anglès: Commendation Medal) és una condecoració militar dels Estats Units de nivell mitjà que es presenta per actes sostinguts d'heroisme o servei meritori. Cada branca de les Forces Armades dels Estats Units emet la seva pròpia versió de la Medalla de la Menció Encomiable, i existeix una cinquena versió per actes de servei militar conjunt realitzats sota el Departament de Defensa.
La Medalla de Menció Encomiable originalment era només una cinta de servei i va ser atorgada per primera vegada per la Marina dels Estats Units i la Guàrdia Costanera dels Estats Units el 1943. Una Cinta de Menció Encomiable de l'Exèrcit va seguir el 1945 i el 1949 les cintes de menció encomiable de la Marina, la Guàrdia Costanera i l'Exèrcit van ser rebatejades com a "Cinta de Menció Encomiable amb Penjoll de Metall". El 1960, les Cintes de Menció Encomiable havien estat autoritzades com a medalles completes i posteriorment es van anomenar Medalles de Menció Encomiable.
Les condecoracions addicionals de les Medalles de Menció de l'Exèrcit i de l'Aire i l'Espai es denoten amb raïms de fulles de roure de bronze i plata. La Medalla de Menció de la Marina i el Cos de Marines i la Medalla de Menció de la Guàrdia Costanera són estrelles de 5/16 de polzada d'or i plata autoritzades per indicar condecoracions addicionals. El Dispositiu Distintiu Operatiu ("dispositiu O") està autoritzat per a ser portat a la Medalla de Menció de la Guàrdia Costanera després de l'aprovació de l'autoritat que l'atorga. L'ordre de precedència va després de la Medalla de l'Aire però abans de la Medalla del Presoner de Guerra i totes les medalles de campanya. Cadascun dels serveis militars també atorga Medalles d'Assoliment separades que estan per sota de les Medalles de Menció en precedència.

## Variants
Per accions valentes en contacte directe amb un enemic però de grau inferior al requerit per a l'atorgament de la Medalla de l'Estrella de Bronze, s'atorga una Medalla de Menció amb el Dispositiu "V" o la "V" de Combat (Armada/Cos de Marines/Guarda Costanera); el dispositiu "V" pot ser autoritzat per al seu ús a la cinta de servei i suspensió de la medalla per denotar valor. El 7 de gener de 2016 es va crear el Dispositiu "C" o la "C" de Combat i pot ser autoritzat per al seu ús a la cinta de servei i suspensió de la Medalla de Menció per distingir un premi per servei o assoliment meritori en les condicions de combat més ardues (mentre el soldat/mariner/marine va estar exposat personalment a una acció hostil o en una zona on altres membres del servei participaven activament). Una Medalla de Menció amb Dispositiu de Combat s'anomena extraoficialment "Menció de Combat" i sovint es considera una forma de nivell superior de la Medalla de Menció, independentment de la branca que l'atorga. L'atorgament retroactiu del dispositiu "C" no està aprovat per a medalles atorgades abans del 7 de gener de 2016.

## Medalles de reconeixement per servei i branca
| Servei Conjunt | Exèrcit | marina & Cos de Marines | Guardacostes | Forces Aèries i Espacials |

### Servei Conjunt

Cinta de la medalla del Servei Conjunt

La Medalla de Menció al Servei Conjunt (anglès: Joint Service Commendation Medal - JSCM) va ser autoritzada el 25 de juny de 1963 i s'atorga en nom del Secretari de Defensa als membres de les Forces Armades dels Estats Units que, després de l'1 de gener de 1963, es van distingir per assoliments meritoris o servei en servei conjunt.
Aquesta condecoració està destinada al servei superior en un estat major militar conjunt i té precedència respecte a les Medalles de Menció Especial específiques del servei. Com a tal, es porta per sobre de les Medalles de Menció Especial del servei en un uniforme militar.
Dispositius
- Grup de fulles de roure (per a premis posteriors)
- Dispositiu "V" (per accions valentes en contacte directe amb un enemic)

### Exèrcit

Cinta de la medalla de l'Exèrcit

La Medalla de la Menció Encomiable de l'Exèrcit (anglès: Army Commendation Medal) s'atorga a qualsevol membre de les Forces Armades dels Estats Units que no siguin oficials generals que, mentre servien en qualsevol càrrec a l'exèrcit dels Estats Units després del 6 de desembre de 1941, es van distingir per heroisme, assoliment meritori o servei meritori. La medalla es pot atorgar a un membre d'una altra branca de les Forces Armades dels Estats Units o d'una nació estrangera amiga que, després de l'1 de juny de 1962, es distingeixi per un acte d'heroisme, assoliment extraordinari o servei meritori significatiu que hagi estat de benefici mutu per a la nació amiga i els Estats Units.
Criteris
La Medalla d'Elogi de l'Exèrcit s'atorga al personal militar estatunidenc i estranger en el grau O-6 (coronel de l'exèrcit dels EUA) i inferior que hagi prestat un servei destacat en qualsevol càrrec amb l'exèrcit dels Estats Units. El servei que qualifica per a la concessió de la medalla pot ser per assoliments i serveis meritoris distintius, actes de valentia que no impliquin risc voluntari per a la vida o compliment meritori sostingut del deure. L'aprovació del premi ha de ser feta per un oficial en el grau de coronel (O-6) o superior.

### Marina, Cos de Marines, i Guardacostes

Cinta de la medalla de la Marina i el Cos de Marines

Cinta de la medalla dels Guardacostes

Després de la Primera Guerra Mundial, el  Departament de la Marina va autoritzar l'Estrella de la Menció de la Marina, una cinta decorativa que es col·locava a la Medalla de la Victòria de la Primera Guerra Mundial. L' estrella platejada de 3⁄16 polzades (0,47 cm) era idèntica a l'Estrella de la Menció de l'Exèrcit, però no comparable, ja que aquesta última reconeixia la "valentia en acció", mentre que l'Estrella de la Menció de la Marina denotava aquells que havien estat citats i elogiats pel compliment del deure pel Secretari de la Marina.
El novembre de 1943 es va establir una Cinta de Condecoració de la Marina independent. El 22 de març de 1950, es va autoritzar un penjoll metàl·lic (del mateix disseny que el penjoll de la Medalla de Condecoració de l'Exèrcit) i la Cinta de Condecoració va passar a anomenar-se Cinta de Condecoració de la Marina amb Penjoll Metall. Aquest premi va ser rebatejat com a Medalla de Condecoració de la Marina el setembre de 1960 i rebatejat com a Medalla de Condecoració de la Marina i el Cos de Marines el 1994. Aquesta condecoració anteriorment només l'atorgaven els comandants operatius amb rang de bandera, i requeria la signatura d'un almirall o oficial general en el grau O-7 , cosa que permetia la interpretació dels criteris pels quals es podia atorgar la medalla. L'autoritat per atorgar aquesta condecoració es va ampliar posteriorment als capitans i coronels en el grau O-6 que actualment ostentaven el comandament operatiu com a comodor , comandant d'ala aèria de portaavions o oficial al comandament.
Els membres receptors del Cos de Marines dels Estats Units sempre han rebut la medalla d'honor de la Marina i no hi ha una medalla d'honor separada destinada només als marines. Aquesta manca de diferència es va reconèixer el 19 d'agost de 1994, quan el secretari de la Marina, John Howard Dalton, va canviar el nom de la Medalla d'Honor de la Marina a Medalla d'Honor de la Marina i el Cos de Marines.
La Guàrdia Costanera dels Estats Units atorga una Medalla de Menció de la Guàrdia Costanera per separat , amb una cinta de disseny similar a la de la seva contrapart de la Marina i el Cos de Marines. Inicialment establerta com a Cinta de Menció de la Guàrdia Costanera el 1947, va ser rebatejada com a Medalla de Menció de la Guàrdia Costanera el 1959. Els criteris per a la seva concessió han estat paral·lels als de la Marina i el Cos de Marines.
Dispositius
- Estrella de 5⁄16 polzades,
- "V" de combat
- Dispositiu distintiu operatiu (Guarda Costanera)

Destinataris destacats
- Richard Nixon: President dels Estats Units[6]

### Forces Aèries i Espacials

Cinta de la medalla de les Forces Aèries i Espacials

El Departament de la Força Aèria va començar a emetre la seva pròpia Medalla de Menció de la Força Aèria el 1958 amb premis addicionals denotats per raïms de fulles de roure. Abans d'aquesta data, els receptors de la USAF rebien la Medalla de Menció de l'Exèrcit. No va ser fins al 1996 que es va autoritzar el dispositiu "V" a la Medalla de Menció de la Força Aèria; abans del 1996, no hi havia cap distinció de valor vigent per a la Medalla de Menció de la Força Aèria. El 7 de gener de 2016, el dispositiu "C" i el dispositiu "R" també es van autoritzar a la Medalla de Menció de la Força Aèria. Per al personal allistat de la USAF, la Medalla de Menció de la Força Aèria val tres punts segons el sistema de promoció d'allistat de la Força Aèria.
El 16 de novembre de 2020, el secretari de les Forces Aèries la va rebatejar com a Medalla de Menció de l'Aire i l'Espai (ASCOM) by the Secretary of the Air Force.
Criteris i aparença
La Medalla la Menció Encomiable de l'Aire i l'Espai s'atorga tant al personal militar estatunidenc com al personal militar estranger de qualsevol branca de servei del grau militar dels EUA d'O-6 o inferior, del grau de l'OTAN d'OF-5 o inferior, o de qualsevol altra nació aliada o de la coalició en el grau de coronel o equivalent o inferior, o del grau naval de capità o equivalent o inferior, que hagin realitzat un servei destacat en qualsevol càrrec amb les Forces Aèries dels Estats Units o les Forces Espacials dels Estats Units. El servei que qualifica per a la concessió de la medalla pot ser per assoliments i serveis meritoris distintius, actes de valentia que no impliquin cap risc voluntari per a la vida o compliment meritori sostingut del deure. L'aprovació del premi ha de ser feta per un oficial en el grau de coronel o superior.
La Medalla de la Menció Encomiable de l'Aire i l'Espai és un medalló hexagonal de bronze. Al medalló hi ha un escut coronat per una àguila superposada sobre núvols. A l'escut hi ha un parell d'ales d'aviador i un bastó vertical amb una urpa d'àguila a cada extrem; darrere de l'escut hi ha vuit llamps. El disseny de l'escut deriva del Segell del Departament de la Força Aèria. La cinta de la Medalla de la Menció Encomiable de l'Aire i l'Espai és de color groc daurat amb vores blaves. Al centre hi ha tres bandes blaves, les franges exteriors són primes i la franja central és més ampla.
Dispositius
- Manat de fulles de roure (per a premis posteriors)
- Dispositiu "V" (per accions valentes en contacte directe amb un enemic)
- Dispositiu "C" (per servei meritori en contacte directe amb un enemic)
- Dispositiu "R" (per a l'ús d'un sistema d'armes remotes durant operacions militars)

Destinataris destacats
- Allison Black, oficial de les Forces Aèries dels EUA[10]